# Joey Merlino

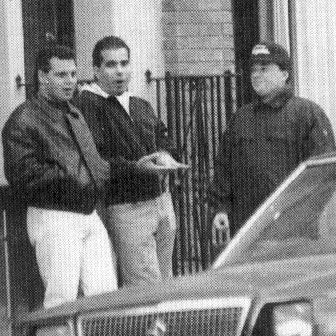
„Stevie“ Mazzone, „Joey“ Merlino & „Georgie“ Borgesi

Joseph Salvatore „Skinny Joey“ Merlino (* 16. März 1962) ist ein italienisch-amerikanischer Mobster der amerikanischen Cosa Nostra und gilt seit dem Jahr 1998 offiziell als Oberhaupt der Bruno-Familie, auch bekannt als Philly Mob oder Philadelphia-South Jersey Mafia.
Joseph Merlino wird als eine besonders bösartige Person, besessen von seinem eigenen Bild in der Öffentlichkeit und als eine andere Version von John Gotti beschrieben. „Joey war ein Party-Kerl“, sagte der ehemalige Mafia-Soldat und spätere Regierungszeuge Ronald „Big Ron“ Previte. „Er ließ sich gern gehen, er spielte gern und mochte das High-Life.“
Er lud TV-Crews zu seiner jährlichen Weihnachtsfeier für Obdachlose ein und war ein fester Bestandteil der Nachtclubs, Restaurants und Sportveranstaltungen der Stadt. Die Medien nannten ihn den „John Gotti der Passyunk Avenue“, wegen seines ähnlich unverfälschten und auffälligen Stils.

Der La Cosa Nostra-Experte Scott Burnstein sagte über Merlino gegenüber dem Vice Magazin: 

„Meiner Meinung nach ist er eine Verbrecher-Ikone, die man in einem Atemzug mit den dynamischsten, schneidigsten und ambitioniertesten Mafia-Anführern aller Zeiten nennen kann.“

## Biografie

### Frühe Jahre
Joseph Salvatore Merlino wurde am 16. März 1962 als Sohn von Salvatore „Chuckie“ Merlino und Rita Merlino in Philadelphia (Pennsylvania) geboren. Bereits sein Vater war unter der Führung von Nicodemo Scarfo ein ranghohes Mitglied im Philly Mob und in den frühen 1980er Jahren der Underboss der Familie. Auch sein im Jahr 2001 verstorbener Onkel namens Lawrence „Yogi“ Merlino war Mitglied und ein Familien-Capo. Joey hat zwei Schwestern namens Natalie und Maria. Seine Schwester Maria war die Verlobte des amtierenden Underboss Salvatore Testa; dieser sagte die Hochzeit jedoch sieben Monate vor seiner Ermordung im Jahr 1984 ab, welche von Nicodemo Scarfo selbst in Auftrag gegeben wurde.
Im August 1982 sollen Merlino und Salvatore „Tony“ Scafidi zwei Männer im Lido Restaurant in Atlantic City verprügelt und erstochen haben. Im Jahr 1984 wurde Merlino diesbezüglich wegen verschärfter Gewalt und des Besitzes einer Waffe für rechtswidrige Zwecke für schuldig befunden. Im August desselben Jahres wurde er, wie auch sein Vater, von der New Jersey Casino Control Commission in das sogenannte „schwarze Buch für das Verbot von unerwünschten Personen in New Jersey-Kasinos“ eingeschrieben.
Im August 1989 wurde Merlino mit dem Raub eines gepanzerten Autos mit 350.000 Dollar beauftragt und einige Monate später dafür verurteilt.

### Rivalitäten im Mob
Skinny Joey wurde im Frühjahr 1992 aus dem Gefängnis entlassen. Während seiner Haft hatte im Jahr 1991 die sogenannte Mafia-Kommission den sizilianischen Mobster Giovanni „John“ Stanfa zum neuen Boss der Familie ernannt, nachdem Scarfo und die meisten seiner Verbündeten im Jahr 1988 verhaftet und zu langen Gefängnisstrafen verurteilt worden waren.
Eine Splittergruppe von jüngeren Mobstern um Joey Merlino weigerte sich jedoch, die neue Führung anzuerkennen. Stanfa war jedoch der Meinung, dass er die jungen Mobster beschwichtigen und sie im Blickfeld behalten könnte, wenn er sie offiziell in die Mafia-Familie einführte. Ferner dachte er auch, dass sie als Mitglieder der Mafia leichter beseitigt werden könnten, da sie auf Geheiß ihres Bosses an Sitzungen teilnehmen müssten.  Joey Merlino und sein bester Freund Michael Ciancaglini wurden von John Stanfa im September 1992 feierlich im Rahmen einer Zeremonie als „gemachte Männer“ („Made Man“) in die amerikanische Cosa Nostra aufgenommen.
Am 2. März 1993 wurde Stanfas Underboss,  Joseph Ciancaglini, Jr. (Bruder von Michael Ciancaglini), bei einem Attentat durch Merlinos Männer schwer verletzt und blieb danach teilweise gelähmt. Am 5. August 1993 wurde Michael Ciancaglini durch den von Stanfa beauftragten Capo John Veasey und dessen Helfer Phil Colletti mit mehreren Schüssen getötet. Joey Merlino wurde dabei verletzt. Joey wollte den Tod seines Freundes nicht einfach so hinnehmen und schlug noch im selben Monat zurück. Als Stanfa, dessen Sohn und sein Fahrer eines Tages auf dem Highway unterwegs waren, wurden sie aus einem vorbeifahrenden Transporter beschossen. Stanfas Sohn wurde dabei verletzt. Stanfas Fahrer gelang es jedoch, den Transporter abzuschütteln und anschließend den verletzten Joe Stanfas ins Krankenhaus zu fahren. Im November 1993 wurde Merlino wegen Verletzung seiner Bewährungsauflagen vom FBI verhaftet und wieder ins Gefängnis geschickt. Auch Stanfa und die meisten seiner Gefolgsleute wurden im Jahr 1994 verhaftet und – durch einen von seinen engsten Verbündeten begangenen Verrat – im Jahr 1995 zu lebenslanger Haft verurteilt.

### An der Spitze
Ralph Natale übernahm nach Absprache mit Joey Merlino, der im Jahr 1994 wieder aus dem Gefängnis entlassen worden war, die Führung der Familie, während Joey die Position des Underbosses bekam. Laut einem Gefolgsmann von Merlino hat dieser Natale lediglich als „Schauspiel-Chef eingesetzt“,  während Merlino der wahre Boss war.
Merlino machte sein Geld mit klassischen Mafia-Geschäften wie Glücksspiel, Kreditwucher, Schutzgeldforderungen und Raub, während Natale sich auf den Ausbau ihres Einflusses im Drogenhandel konzentrierte. Ende der 1990er Jahre verbündete sich Merlino mit Steven „Gorilla“ Mondevergine, dem Präsidenten einer Outlaw Motorcycle Gang namens Pagan’s MC. Die Behörden glaubten, dass Merlino die Gang dafür benutzte, um Streitigkeiten in der Unterwelt zu lösen.

### Verrat und Verurteilungen
Im Juni 1998 wurde Natale wegen Verletzung seiner Bewährungsauflagen inhaftiert. Merlino übernahm daraufhin auch offiziell die Führung der Familie. Bald nach seinem Gefängnisaufenthalt informierte Natale die Behörden über alles, was er zur bzw. über die Philly Mafia wusste. Joey wurde im Juni 1999 zusammen mit Underboss Steven Mazzone und Consigliere George Borgesi verhaftet und angeklagt. Angesichts der drohenden Gefängnisstrafe ernannte Joey Joseph „Uncle Joe“ Ligambi zum amtierenden Boss. Der schwerwiegendste Vorwurf war ihre angebliche Beteiligung an drei Morden (Newark-Soldat Joseph Sodano, Drogendealer Anthony Turra und dessen Sohn).  Der Prozess begann jedoch erst im April 2001. Am 2. Juli 2001 wurden Skinny Joey und seine beiden Mitangeklagten freigesprochen. Sie wurden jedoch wegen Erpressung, illegaler Buchmacherei und Hehlerei verurteilt. Im Dezember 2021 wurde Joey zu vierzehn Jahren Haft in einem Bundesgefängnis verurteilt. Joey kommentierte seine Verurteilung mit den Worten: „Ist nicht schlecht. Besser als die Todesstrafe“. Am 15. März 2011 wurde er vorzeitig aus der Haft entlassen und stand bis 2015 unter Bewährung. Die Bewährungszeit verbrachte er gemeinsam mit seiner Familie in Florida.
Am 23. Mai 2011 wurde Ligambi verhaftet und Joey ernannte daraufhin seinen ehemaligen Underboss, Steven Mazzone, zum neuen amtierenden Boss. Zu dieser Zeit sagte Merlino gegenüber den Medien, dass er sich aus dem Mafia-Leben zurückgezogen hätte und in Boca Raton als einfacher Verkäufer leben würde
Ende 2014 musste Merlino wieder für vier Monate ins Gefängnis. Grund war ein Treffen im Sommer 2014 mit dem 2011 zum Underboss ernannten John „Johnny Chang“ Ciancaglini und anderen bekannten Persönlichkeiten des Philly Mobs in Florida, was einen Verstoß gegen seine Bewährungsauflagen darstellte.
In New York City wurde am 4. August 2016 – nach jahrelangenen Ermittlungen – Anklage gegen 46 mutmaßliche Mitglieder der La Cosa Nostra erhoben. 39 Personen wurden noch am selben Tag festgenommen. Ihnen wurde Erpressung, illegales Glücksspiel, Brandstiftung, Waffenhandel, Kreditkartenbetrug und Betrügereien im Gesundheitswesen vorgeworfen. Die Straftaten sollen an der US-Ostküste, aber auch in den Staaten Pennsylvania und Massachusetts sowie in Florida begangen worden sein. Den Angeklagten drohte eine Höchststrafe von 20 Jahren Haft.  Unter den Verhafteten befanden sich die berüchtigten Capos Pasquale Parrello und Eugene O’Nofrio von der New Yorker Genovese-Familie sowie Joey Merlino. Ausnahmslos alle Angeklagten haben vor dem Bundesgericht in Manhattan auf „nicht schuldig“ plädiert. Ein Großteil kam anschließend nach einer Zahlungen von 135.000 Dollar bis 360.000 Dollar auf Kaution frei. Am 12. August 2016 wurde Merlino nach einer Kautionszahlung in Höhe von 5.000.000 Dollar auf freien Fuß gesetzt und im Oktober des Jahres 2018 wegen illegalen Glücksspiels zu einer zweijährigen Haftstrafe verurteilt.